# Bohuslavice (okres Náchod)
Obec Bohuslavice (německy  Bohaslawitz) (katastrální území a železniční stanice nesou název Bohuslavice nad Metují) se nachází v okrese Náchod, kraj Královéhradecký. Žije zde přibližně 1 000 obyvatel.

## Historie

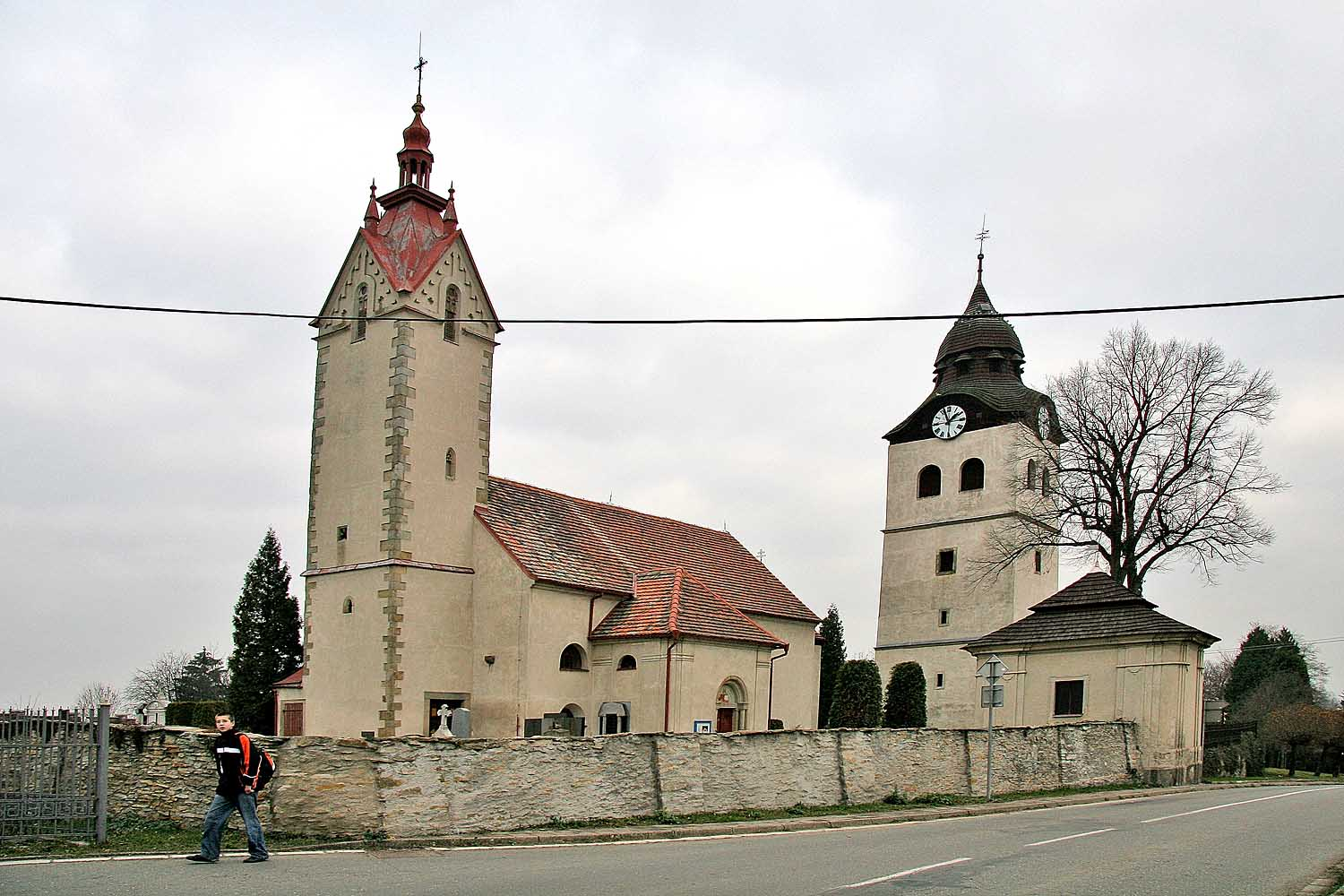
kostel Svatého Mikuláše se zvonicí v Bohuslavicích

O Bohuslavicích je první zmínka v nadaci kostela dobrušského z r. 1361. Roku 1371 držel Bohuslavice Sezima z Dobrušky. V roce 1409 byly v majetku pana Vítka z Černčic. V roce 1503 se za Jana Černčického z Kácova Bohuslavice dostaly k Novému Městu nad Metují. Roku 1638 byly darovány jako „část zboží novoměstského“ Ferdinandem III. Valtrovi z Leslie. Přes Bohuslavice vedla starobylá stezka zemská od Krčína k Opočnu.

### Exulanti
Doba pobělohorská evangelické Bohuslavice poznamenala. Před slezskými válkami v roce 1733 uprchli: Jiří Macháček (kramplíř), Petr Macháček (vychovatel a učitel v anštaltu), Václav Macháček (kostelník, kantor, akolyta bratrské církve navržen herrnhutským kazatelem Jäschkem) – tito exulanti z Bohuslavic zemřeli v Českém Rixdorfu. V Rixdorfu se zachovaly jejich životopisy, část z nich byla publikována v knize Edity Štěříkové Běh života... Dne 25.8.1740 byli vyslýcháni: Hůlka Mikuláš, Hůlka Matěj, Štěp Jiří. Tito běženci z Bohuslavic prošli Münsterbergem a mnozí z nich zakládali české osady – např. Husinec aj. Jméno Kňourek bylo v cizině upravováno: Knowrek, Knaurek, Knorrek. V rodině Kňourků se zachovala paměť na Bohuslavice i na to, že jim byly jezuity odebrány dvě děti, které se rodině nikdy nepodařilo dohledat. V roce 1743 utekl z Bohuslavic do Münsterbergu Jiří Vondráček, jehož potomek se v roce 1908 vystěhoval ze Zelova do Porto Alegre v Brazílii. Tam byl v roce 1898 založen první baptistický sbor v Brazílii. V dubnu 1742 odešly z Bohuslavic do Münsterbergu v pruském Slezsku: Hůlka Jiřík, Hůlka Matěj, Hůlka Mikuláš, Šícha Jiřík (*1728), Štěp Jiří, Kňourek Martin, Kňourek Matěj s rodinami.

## Přírodní poměry
Bohuslavice leží v jižní části okresu Náchod. Obec geograficky a turisticky patří do Kladského pomezí a nachází se v podhůří Orlických hor. Její nadmořská výška činí 284 m. Okolí obce lemují lesy Tuří s velkým rybníkem, Horka a Halín s rozsáhlým výskytem teplomilné hajní květeny. Ojedinělou přírodní  rezervací  v celých severovýchodních Čechách jsou Zbytka, kde roste vzácná chráněná květena. Zde se nacházelo i známé a pověstmi opředené bezedné jezírko, o kterém se píše v románu A. Jiráska „Temno“. Prameny, dávající cca 100 litrů/sec křišťálové vody se stálou teplotou, zanikly s výstavbou vodovodu pro Hradec Králové v 90. letech 20. století.
Bohuslavicemi protéká Bohuslavický potok s kaskádou rybníků - Šuryt, Štíp, Tláskal, Věžiště, Pod hospodou, Pod pastouškou a Dolejší rybník, připomínající vznikem přelom 14. a 15. století, kde se kdysi chovali kapři a naše obec v ničem nezaostávala za slávou rybníkářství jižních Čech. Obec provozuje základní školu a mateřskou školu. Občerstvení lze dostat v pohostinství ve středu obce. Nakoupit lze ve třech prodejnách - v prodejně ZEPO, v krámku U Krupičků a v malém marketu Anna. Obec Bohuslavice buduje od roku 2009 tlakovou kanalizaci, na lukách pod obcí byla vybudována čistírna odpadních vod. V roce 2011 byla vybudována v prostoru mezi hasičskou zbrojnicí a Orelnou prodejna potravin Konzum.

## Obecní správa a politika
Obec se člení na dvě základní sídelní jednotky: Bohuslavice a Zbytka.

## Doprava
Obcí prochází železniční trať Týniště nad Orlicí – Meziměstí, na které má zastávku a nádraží (Pro nezaměnitelnost obě zastávky používají označení Bohuslavice nad Metují). Dále skrz obec vedou silnice druhé třídy číslo 304 a 308. V obci začíná silnice druhé třídy číslo 309, která vede do Deštného v Orlických horách. V obci se nachází i 5 autobusových zastávek.

## Pamětihodnosti
- Kostel svatého Mikuláše
- Socha Panny Marie Ochranitelky
- Přírodní rezervace Zbytka – lužní les

## Osobnosti
- Exulanti z Bohuslavic patřili mezi zakladatele české osady Husinec (1749)
- Exulantský rod Vondráčků má v Brazílii přes sto potomků (rok 2015) se znalostmi své historie
- V Bohuslavicích se narodil hudební skladatel Josef Drahorád (1816–1895)

## Partnerská města
- Nová Paka, Česko
- Pieszyce, Polsko